# Вулиця Володимира Винниченка (Тернопіль)
Вулиця Володимира Винниченка — вулиця у житловому масиві «Дружба» міста Тернополя. 
Має ім'я відомого українського політичного та державного діяча, прозаїка, драматурга та художника Володимира Винниченка. Довжина вулиці — 750 м, напрямок — з півночі на південний схід.
Починається від роздоріжжя з вулицями Максима Кривоноса і Миру і закінчується на перехресті з вулицями Карпенка та Будного. 

## Історія

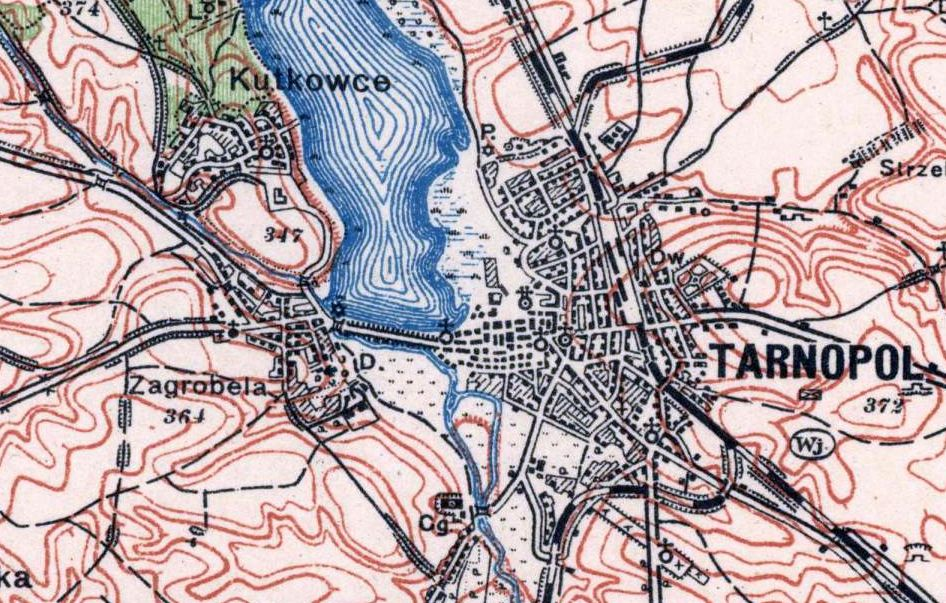
Дорога з Загребелля до Петрикова у лівій нижній частині карти

У XVIII — першій половині XX ст.  вулиця була частиною дороги з Загребелля до Петрикова, яка починалася сучасною вулицею Петриківською і далі продовжувалася сучасною вулицею Дружби у селі Петрикові.
Сучасного вигляду вулиця набула у 1960-х роках під час побудови масиву «Дружба». Приблизно в той же час ліва сторона вулиці була забудована типовими п'ятиповерхівками (будинки № 1, 3, 5, 7, 9, 11, 13). На протилежній стороні пізніше постали гуртожитки та факультети Педагогічного університету.
У радянський час була частиною вулиці Карпенка.

## Об'єкти природно-заповідного фонду
На подвір'ї будинку № 13 розташована ботанічна пам'ятка природи місцевого значення «Заповідний куточок імені Миколи Чайковського», між вулицями Винниченка і Будного є лісосмуга.

## Храми
- Церква Всіх святих Землі української УАПЦ
- Церква святої Софії Премудрості Божої УГКЦ

## Навчальні заклади
- Тернопільська загальноосвітня школа № 16 імені Володимира Левицького, Володимира Винниченка, 2
- Тернопільський національний педагогічний університет імені Володимира Гнатюка (інженерно-педагогічний і фізико-математичний факультети, Інститут мистецтв і гуртожитки 1, 3, 4, 5), Володимира Винниченка, 6, 10

## Установи та комерція
- Перукарня «Топлайн» (вул. Винниченка, 9)
- «Стоматологія у Нагорних» (вул. Винниченка, 7)
- Ательє «Кокетка» (вул. Винниченка, 1)
- Центральний офіс компанії Контінентал Фармерз Груп (вул. Винниченка, 8)

## Транспорт
На вулиці є 3 зупинки громадського транспорту, з яких 2 діючі:
- Педагогічний університет — автобусні маршрути №1, 12, 16, 19, 29, 35, 42, тролейбус №3.

- Вулиця Володимира Винниченка (від центру) —  автобусні маршрути №1, 12, 16, 19, 29, 35, 42, тролейбус №3.

- Вулиця Володимира Винниченка (до центру) — з 14 грудня 2019 року автобусний маршрут №31 перестав курсувати до цієї зупинки. Зупинку знесено 3 серпня 2021 року.